# پرینسیپال فایننشل
پرینسیپال فایننشل (انگلیسی: Principal Financial) شرکت خدمات مالی آمریکایی است، که در سال ۱۸۷۹ تأسیس شد.